# Mårkær Kloster
Mårkær Kloster var et kloster, beliggende mellem Flensborg og Kappel på halvøen Angel i det daværende danske jarldømme/hertugdømme Slesvig (Sønderjylland). Mårkær var i begyndelsen et adelsgods med spredt besiddelser i Bøl Sogn (Strukstrup Herred), inden den i 1391 tilfaldt antoniterne, som var en katolsk hospitalsorden. Antoniterne omdannede godset til et kloster, som hen i senmiddelalderen ejede næsten hele Bøl Sogn. Fra Mårkær stiftedes også klostret i Præstø i 1470 (sml. også Antonigade i København).
Klostret ophævedes efter reformationen i 1535 og blev i en årrække et kongeligt domæne. Ved landsdelingen i 1544 tilfaldt dets besiddelser den gottorpske hertug. Trods områdets beskedne størrelse blev Mårkær viderført som et selvstændigt amt, som imidlertid havde fælles amtsmand med Gottorp Amt. Først i 1777 blev det spredtliggende lille amt ophævet. Hovedparten omkring Mårkær dannede fremover Mårkær Herred under Gottorp Amt. Det lille herred eksisterede i denne form frem til denm preussisiske underretsreform 1867.
Klosterets udseende er ukendt; de sidste bygninger forsvandt i 1780.